# Khruangbin
Khruangbin (/ˈkrʌŋbɪn/ KRUNG-bin; tiếng Thái: เครื่องบิน, Bản mẫu:Lang-Latn, [kʰrɯa̯ŋ˥˩.bin]) là ban nhạc rock được thành lập tại Houston, Texas gồm các thành viên Laura Lee Ochoa (bass và hát), Mark Speer (guitar và hát) và DJ Johnson (trống, keyboards và hát). Ban nhạc nổi tiếng với khả năng pha trộn nhiều thể loại âm nhạc trên toàn thế giới với các thể loại phổ thông như soul, dub, rock và psychedelia.

## Danh sách đĩa nhạc

### Album phòng thu
| Tiêu đề                                                                 | Chi tiết | Vị trí cao nhất | Vị trí cao nhất | Vị trí cao nhất | Vị trí cao nhất | Vị trí cao nhất | Vị trí cao nhất | Vị trí cao nhất | Vị trí cao nhất | Vị trí cao nhất | Vị trí cao nhất |
| Tiêu đề                                                                 | Chi tiết | US              | AUS             | BEL             | FRA             | GER             | IRL             | NLD             | NZ              | SWI             | UK              |
| ----------------------------------------------------------------------- | --- | --------------- | --------------- | --------------- | --------------- | --------------- | --------------- | --------------- | --------------- | --------------- | --------------- |
| The Universe Smiles upon You                                            | - Phát hành: 6 tháng 11 năm 2015 - Hãng đĩa: Night Time Stories - Định dạng: CD, tải nhạc, LP, phát trực tuyến             | —               | —               | 120             | —               | —               | —               | —               | —               | —               | —               |
| Con Todo el Mundo                                                       | - Phát hành: 26 tháng 1 năm 2018 - Hãng đĩa: Dead Oceans/Night Time Stories - Định dạng: CD, tải nhạc, LP, phát trực tuyến | —               | —               | 46              | —               | —               | —               | 91              | —               | —               | 82              |
| Mordechai                                                               | - Phát hành: 26 tháng 6 năm 2020 - Hãng đĩa: Dead Oceans/Night Time Stories - Định dạng: CD, tải nhạc, LP, phát trực tuyến | 31              | 4               | 4               | 165             | 8               | 52              | 5               | 10              | 11              | 7               |
| Ali (cùng Vieux Farka Touré)                                            | - Phát hành: 23 tháng 9 năm 2022 - Hãng đĩa: Dead Oceans - Định dạng: CD, tải nhạc, LP, phát trực tuyến                    | —               | 61              | 10              | —               | 24              | —               | 16              | 36              | —               | 47              |
| A La Sala                                                               | - Phát hành: 5 tháng 4 năm 2024 - Hãng đĩa: Dead Oceans - Định dạng: tải nhạc, LP, phát trực tuyến                         | 38              | 14              | 3               | 87              | 2               | 80              | 6               | 14              | 7               | 18              |
| "—" album không được phát hành hoặc không được xếp hạng tại quốc gia đó | |                 |                 |                 |                 |                 |                 |                 |                 |                 |                 |

### EP
- The Infamous Bill (2014)
- History of Flight (2015)
- Spotify Singles (2018)
- Texas Sun (cùng Leon Bridges) (2020)
- Texas Moon (cùng Leon Bridges) (2022)[21] — No. 23 Billboard 200[22]

### Album tuyển tập
- 全てが君に微笑む (2019, Night Time Stories; Beat Records)

### Album remix
- Hasta El Cielo (2019, Dead Oceans; Night Time Stories) (phiên bản dub của Con Todo el Mundo)
- Late Night Tales: Khruangbin (2020, Night Time Stories)
- Mordechai Remixes (2021, Dead Oceans)

### Thu âm trực tiếp
- Live @ Helios (2012, Hightower Records)
- Pitchfork Live: Khruangbin @ Villain (2018) (phát hành bởi Pitchfork trên YouTube)
- Live at Lincoln Hall (2018)
- Live at Arcosanti, Arizona (2019 FORM Arcosanti Festival)
- Live at  Stubb's (2023 Dead Oceans/Night Time Stories Ltd) (cùng Kelly Doyle, Ruben Moreno, The Suffers và Robert Ellis)
- Live at Radio City Music Hall (2023) (cùng Nubya Garcia)
- Live at RBC Echo Beach (2023) (cùng Men I Trust)
- Live at the Fillmore Miami (2023) (cùng Toro y Moi)
- Live at Sydney Opera House (2023)[23]

### Đĩa đơn
| Tiêu đề                                                                   | Năm  | Vị trí cao nhất | Vị trí cao nhất | Vị trí cao nhất | Vị trí cao nhất | Vị trí cao nhất | Vị trí cao nhất | Vị trí cao nhất | Vị trí cao nhất | Vị trí cao nhất | Chứng chỉ               | Album/EP                     |
| Tiêu đề                                                                   | Năm  | US AAA          | US Rock         | BEL Tip         | ICE             | NL Air.         | NZ Hot          | SCO             | UK Sales        | UK Indie        | Chứng chỉ               | Album/EP                     |
| ------------------------------------------------------------------------- | ---- | --------------- | --------------- | --------------- | --------------- | --------------- | --------------- | --------------- | --------------- | --------------- | ----------------------- | ---------------------------- |
| "A Calf Born in Winter"                                                   | 2014 | —               | —               | —               | —               | —               | —               | —               | —               | —               |                         | Không nằm trong album        |
| "White Gloves"                                                            | 2015 | —               | —               | —               | —               | —               | —               | —               | —               | —               |                         | The Universe Smiles Upon You |
| "People Everywhere (Still Alive)"                                         | 2016 | —               | —               | —               | —               | —               | —               | —               | —               | —               |                         | The Universe Smiles Upon You |
| "Maria También"                                                           | 2017 | —               | —               | —               | —               | —               | —               | —               | —               | —               |                         | Con Todo el Mundo            |
| "Friday Morning"                                                          | 2018 | —               | —               | —               | —               | —               | —               | —               | —               | —               |                         | Con Todo el Mundo            |
| "Christmas Time Is Here"                                                  | 2018 | —               | —               | —               | —               | —               | —               | —               | —               | —               |                         | Không nằm trong album        |
| "Texas Sun" (cùng Leon Bridges)                                           | 2019 | 17              | 20              | 3               | —               | 34              | 37              | 17              | 15              | 42              | - BPI: Bạc - RIAA: Vàng | Texas Sun                    |
| "Time (You and I)"                                                        | 2020 | 40              | 45              | 16              | 12              | —               | —               | —               | —               | —               |                         | Mordechai                    |
| "So We Won't Forget"                                                      | 2020 | —               | —               | —               | —               | —               | —               | —               | —               | —               |                         | Mordechai                    |
| "Pelota"                                                                  | 2020 | —               | —               | 37              | —               | —               | —               | —               | —               | —               |                         | Mordechai                    |
| "Summer Madness"                                                          | 2020 | —               | —               | —               | —               | —               | —               | —               | —               | —               |                         | Late Night Tales: Khruangbin |
| "Dearest Alfred (MyJoy)"                                                  | 2021 | —               | —               | —               | —               | —               | —               | —               | —               | —               |                         | Không nằm trong album        |
| "The Answer Is"                                                           | 2021 | —               | —               | —               | —               | —               | —               | —               | —               | —               |                         | Không nằm trong album        |
| "One to Remember"                                                         | 2021 | —               | —               | —               | —               | —               | —               | —               | —               | —               |                         | Mordechai                    |
| "Barn Breaks Vol. III"                                                    | 2021 | —               | —               | —               | —               | —               | —               | —               | —               | —               |                         | Không nằm trong album        |
| "B-Side" (cùng Leon Bridges)                                              | 2021 | 7               | 49              | —               | —               | —               | 34              | —               | —               | —               |                         | Texas Moon                   |
| "A Love International"                                                    | 2024 | 31              | —               | —               | —               | —               | —               | —               | —               | —               |                         | A La Sala                    |
| "May Ninth"                                                               | 2024 | —               | —               | —               | —               | —               | 39              | —               | —               | —               |                         | A La Sala                    |
| "Pon Pón"                                                                 | 2024 | —               | —               | —               | —               | —               | 40              | —               | —               | —               |                         | A La Sala                    |
| "—" đĩa đơn không được phát hành hoặc không được xếp hạng tại quốc gia đó |      |                 |                 |                 |                 |                 |                 |                 |                 |                 |                         |                              |

### Bài hát khác
| Tiêu đề                  | Năm  | Vị trí cao nhất | Album/EP  |
| Tiêu đề                  | Năm  | NZ Hot          | Album/EP  |
| ------------------------ | ---- | --------------- | --------- |
| "Hold Me Up (Thank You)" | 2024 | 30              | A La Sala |